# Cratere Mark Twain
Mark Twain  è un cratere sulla superficie di Mercurio.